# Čchen Č’-li
Čchen Č’-li (čínsky pchin-jinem Chén Zhìlì, znaky zjednodušené 陈至立, tradiční 陳至立; * 21. listopadu 1942) je bývalá čínská komunistická politička, která zasedala ve vládě Čínské lidové republiky jako státní poradce (2003–2008) a ministryně školství (1998–2003), později působila jako místopředsedkyně stálého výboru Všečínského shromáždění lidových zástupců (parlamentu) a předsedkyně Všečínského svazu žen (obojí 2008–2013). Byla členkou širšího vedení Komunistické strany Číny jako kandidátka (1987–1997) a členka (1997–2012) ústředního výboru.

## Život
Čchen Č’-li se narodila 21. listopadu 1942 v okrese Sien-jou v provincii Fu-ťien. Od roku 1959 studovala fyziku na univerzitě Fu-tan v Šanghaji, roku 1961 vstoupila do Komunistické strany Číny a roku 1964 absolvovala. Následující čtyři roky strávila jako postgraduální studentka v Šanghajském institutu silikátů Čínské akademie věd, zabývala se výzkumem feroelektrických a piezoelektrických materiálů. V letech 1968–1970 byla poslána na převýchovu prací na armádní statek, poté se vrátila do institutu. V letech 1980–1982 působila na Pensylvánské státní univerzitě jako hostující vědecká pracovnice.
Roku 1984 byla přeložena z institutu silikátů do vedení šanghajské organizace KS Číny, kde zaujímala funkce zástupkyně tajemníka a tajemnice pracovního výboru pro vědu a technologie a později vedoucí oddělení propagandy, od roku 1989 i zástupkyně tajemníka šanghajského městského výboru KS Číny. Již předtím byla v listopadu 1987 na závěr XIII. sjezdu KS Číny zvolena kandidátkou ústředního výboru (znovuzvolena roku 1992).
V srpnu 1997 byla jmenována tajemníkem stranické skupiny a místopředsedkyní státní komise pro vzdělávání; na XV. sjezdu KS Číny v září 1997 byla zvolena členkou ústředního výboru (byla znovuzvolena v letech 2002 a 2007, ve funkci do 2012). V březnu 1998 byla státní komise pro vzdělávání reorganizována v ministerstvo školství a Čchen Č’-li převzala jeho vedení. Ministryní zůstala jedno funkční období vlády, do března 2003, kdy povýšila na státního poradce (funkce o stupeň nižší než místopředseda vlády). Jako státní poradkyně odpovídala za školství, vědu, sport a kulturu. Současně působila jako místopředsedkyně ústřední komise pro řízení výstavby duchovní civilizace KS Číny (od listopadu 2002 do listopadu 2007). V březnu 2008 se skončením funkčního období vlády z ní odešla a náhradou byla zvolena místopředsedkyní stálého výboru Všečínského shromáždění lidových zástupců (parlamentu), v říjnu téhož roku byla zvolena i předsedkyní Všečínského svazu žen. V březnu 2013 opustila funkci v parlamentu a v květnu 2013 ji v čele ženské federace nahradila Šen Jüe-jüe. Poté odešla na penzi.